# Вид Дерби
«Вид Дерби» (англ. A Prospect of Derby) — картина приблизительно 1725 года авторства неизвестного художника, выставленная в Музее и художественной галерее Дерби, показывающая вид на Дерби в первой половине XVIII века.

## Описание
Слева находится дом под названием Каслфилд, служивший резиденцией семьи Борроу (Borrow). Слева от центра расположен Эксетер-Хауз, не сохранившийся до сегодняшнего дня, но ставший известным благодаря тому, что в нём останавливался Красавчик принц Чарли в тот день, когда он решил развернуть свои шотландские войска вместо того, чтобы идти отбирать корону в Лондон. Интерьер одной из комнат дома воссоздан в экспозиции музея Дерби. Большие здания-фабрики относятся к фабрикам в долине реки Деруэнт, в данное время входящими в список объектов Всемирного наследия ЮНЕСКО в Великобритании. Одно из зданий в настоящее время снесено, а в одной из фабрик слева расположен Промышленный музей Дерби.
Картина выставлена в музее Дерби в том же зале, что и вытесанный челнок из Хенсона.

## Происхождение
«Вид Дерби» был куплен Музеем и художественной галереей в 2006 году у европейского коллекционера на аукционе Сотбис.